# Nuage interstellaire
 (décembre 2022).
Si vous disposez d'ouvrages ou d'articles de référence ou si vous connaissez des sites web de qualité traitant du thème abordé ici, merci de compléter l'article en donnant les références utiles à sa vérifiabilité et en les liant à la section « Notes et références ».

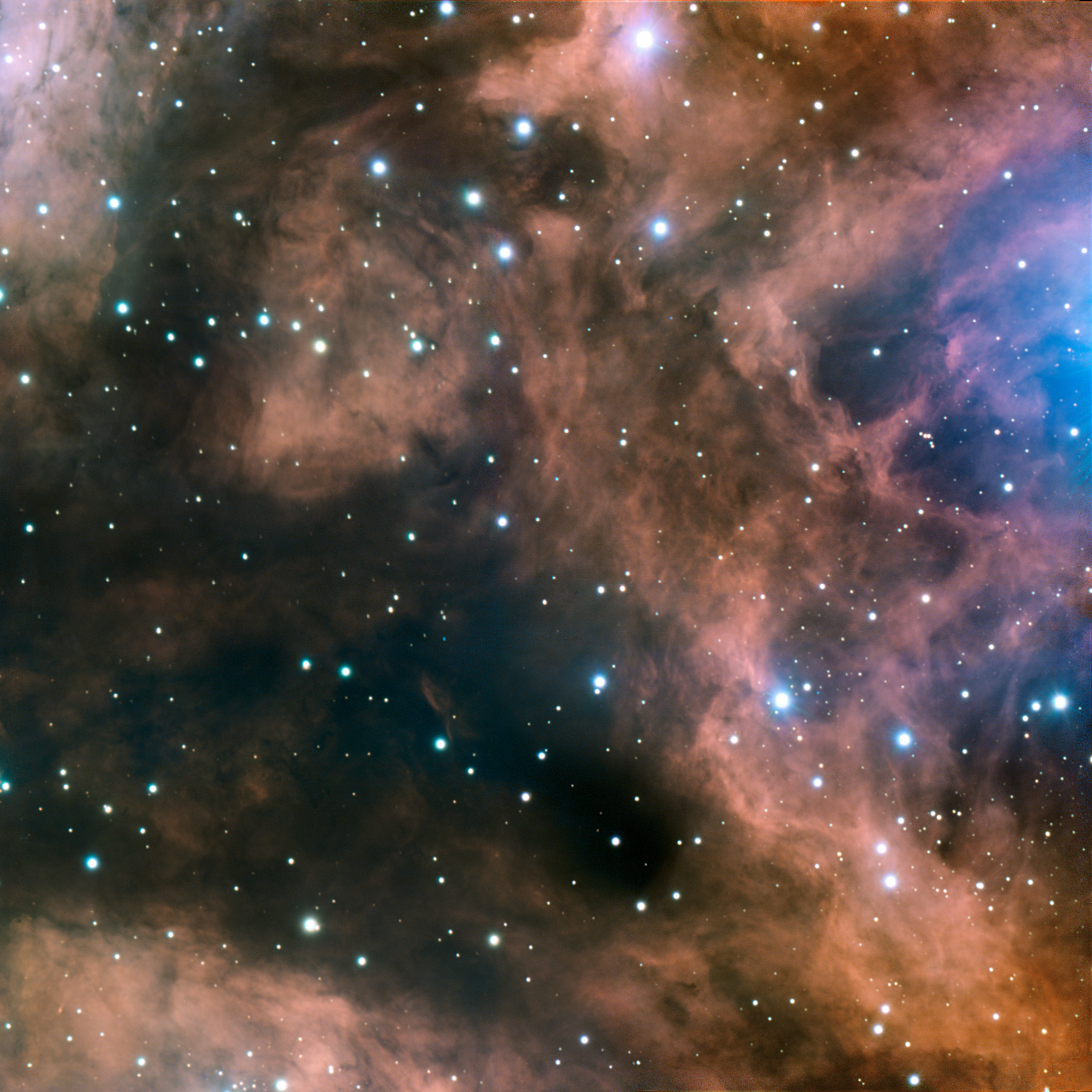
Petite partie de la nébuleuse NGC 6357. Les nuages interstellaires émettent le rouge caractéristique des régions HII

En astronomie, nuage interstellaire est le nom générique donné aux accumulations de gaz et de poussières dans notre Galaxie. C'est le milieu d'où naissent les systèmes stellaires. Comptant quelques dizaines de milliards d'atomes par mètre cube (par opposition à notre atmosphère, qui en compte 25 millions de milliards de milliards), et s'étendant sur des centaines d'années-lumière, il contient l'équivalent de plusieurs milliers de fois la masse du Soleil en matière gazeuse. Principalement composé d'hydrogène, l'hélium étant le second élément le plus abondant, il contient également des traces d'éléments plus lourds, tels le carbone, l'azote, et le fer.
L'hydrogène contenu dans un nuage interstellaire peut, selon la densité, la taille et la température du nuage, être neutre (région HI), ionisé (région HII) ou moléculaire (nuage moléculaire).

## Composition chimique
L'analyse de la composition des nuages interstellaires est réalisée en étudiant le rayonnement électromagnétique qu'ils émettent.
Les grands radiotélescopes balayent le ciel à la recherche de fréquences particulières de rayonnement électromagnétique qui sont caractéristiques du spectre de certaines molécules.
Les nuages interstellaires sont froids et tendent à n'émettre qu'à de grandes longueurs d'onde.
Nous pouvons cartographier l'abondance de ces molécules afin de comprendre les différentes compositions de ces nuages.
Les radiotélescopes peuvent aussi balayer les fréquences émises par un même point du ciel et enregistrer ainsi les intensités de chaque type de molécule présent dans cette région du ciel.
L'intensité du signal reçu est proportionnelle à l'abondance de l'atome ou la molécule correspondant à cette fréquence.

## Découvertes de molécules inattendues
Jusque récemment on supposait que les taux de réactions dans les nuages interstellaires étaient très lents, très peu de composés étant produits à cause de la faible densité et la faible température de ces nuages.
Cependant, on a observé dans les spectres des grandes molécules organiques que les scientifiques ne pensaient pas trouver dans ces conditions.
Les réactions nécessaires à leur création ne se produisent normalement qu'à des températures et à des pressions beaucoup plus élevées.
Le fait que leur présence ait été constatée indique que les réactions chimiques existant au sein des nuages interstellaires se produisent plus rapidement que l'on ne le pensait.
Ces réactions sont étudiées dans l'expérience CRESU.